# Africar International

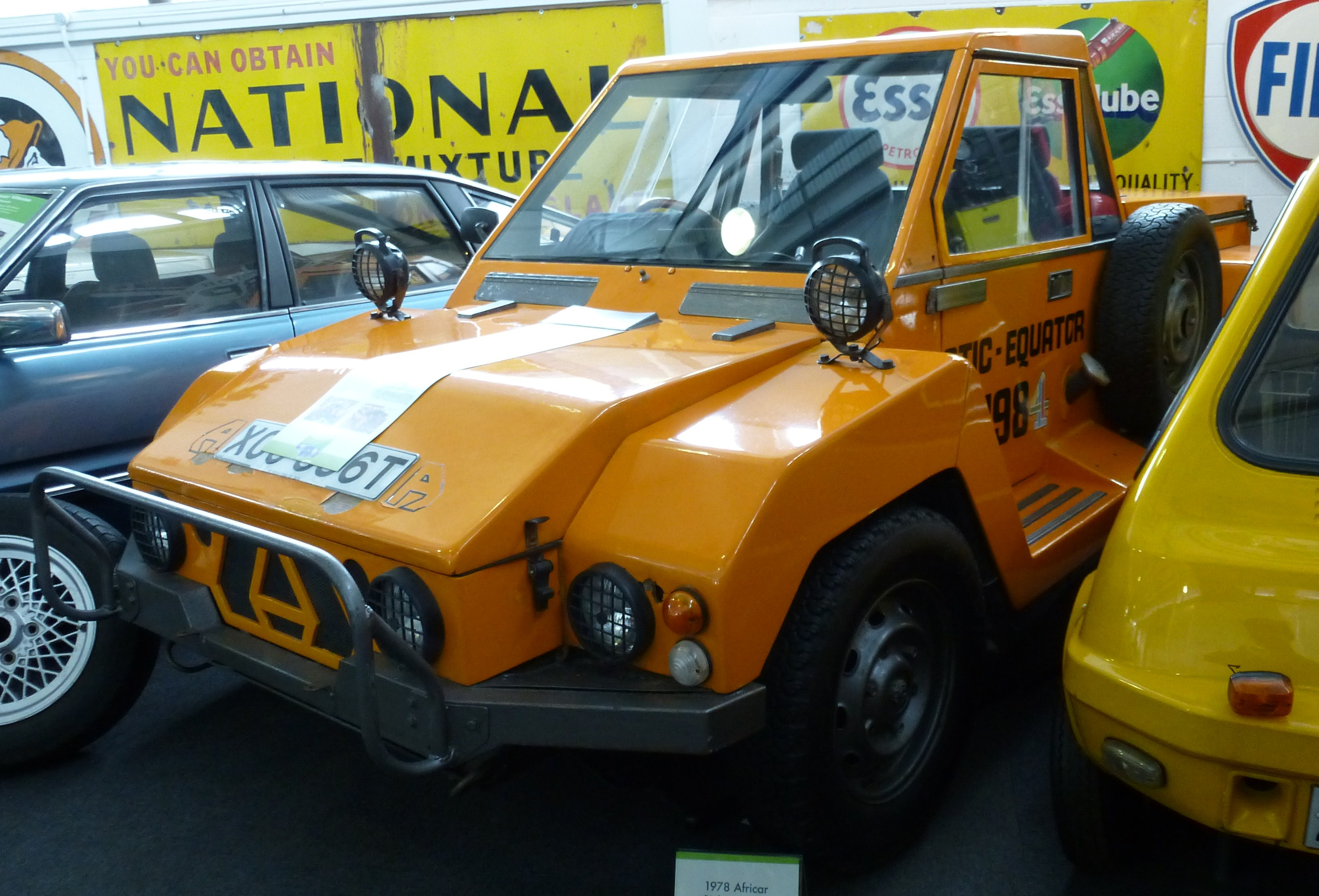
Africar

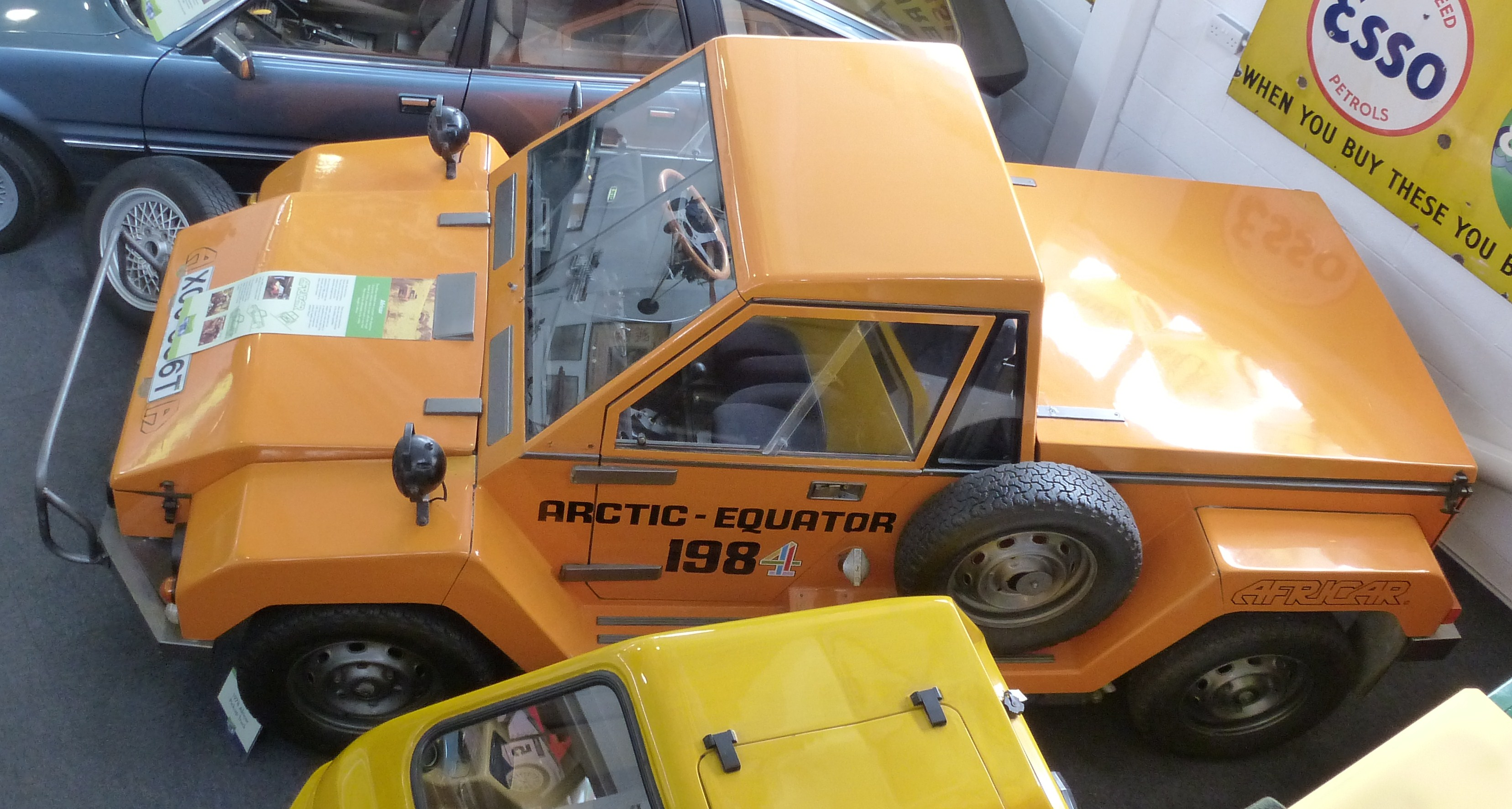
Africar

Die Africar International Ltd. war ein britischer Automobilhersteller, der von 1986 bis 1988 in Lancaster ansässig war. Gründer und zeitweiliger Eigentümer war Tony Howarth.
Das Africar-Projekt sah Fahrzeuge vor, die gut mit den schlechten Straßenverhältnissen in Afrika zurechtkommen, aber auch so preisgünstig sein sollten, dass sie in weiten Teilen Afrikas gekauft würden.

## Entwurf
Sie sollten anfangs Motoren und Mechanik von Citroën übernehmen, solange Africar noch keine eigenen Motoren und Antriebe entwickelt hatte. Die Karosserie sollte aus mit Epoxidharz verkleidetem Holz bestehen – das „West“-System, das beim Bau von Jachten verwendet wird –, sodass es von vor Ort verfügbaren Arbeitskräften mit vor Ort verfügbaren Materialien repariert werden könnte. Das Holz zum Bau der Autos sollte aus extensiv genutzten Wäldern kommen. Man plante auch, eine Reihe kleiner Fabriken irgendwo in der Welt aufzubauen, die besser für die Herstellung geringer Stückzahlen geeignet wären als übliche Automobilfabriken.

## Fertigung
1986 wurde die Gesellschaft zum Bau und Vertrieb dieser Automobile gegründet. Die in Lancaster ansässige Firma sollte eine Reihe unterschiedlicher Fahrzeuge anbieten, von einem PKW mit Allradantrieb bis zu einem Pritschenwagen mit acht Rädern. Sowohl Firmen, die das wirtschaftliche Potential der Fahrzeuge sahen, als auch Nutzer, die die Fähigkeiten des Fahrzeuges schätzten, waren daran sehr interessiert.

## Werbung
Drei Versionen wurden schließlich fertiggestellt: ein Kombi, ein Pick-up und ein Sechsradfahrzeug. Sie wurden 1984 auf einer Expedition vom Polarkreis in Norwegen bis zum Äquator erprobt. Der britische Fernsehsender Channel 4 berichtete darüber und es gab ein Buch mit dem Titel Africar zu dieser Serie.

## Zusammenbruch
Das Projekt scheiterte schließlich an finanziellen Schwierigkeiten und im Juli 1988 stellte die Gesellschaft ihre Handelsaktivitäten ein.

## Vermächtnis
Die Fahrzeuge wurden von denen, die sich mit der Hilfe für Afrika beschäftigten, kaum zur Kenntnis genommen. Aber nach dem Zusammenbruch der Firma gaben Kritiker zu bedenken, dass sie ein Zeichen dafür wären, wie wenig westliche Entwickler von den wahren Bedürfnissen der Afrikaner verstanden: Sie wollten das Beste für Afrika und erkannten nicht, dass die Afrikaner sich nicht so sehr von ihnen unterscheiden. Die Afrikaner wollen die gleichen Autos wie alle anderen Leute, aber das ganze Konzept des Africars zeigte eine ausgeprägte Bevormundungshaltung der Helfer gegenüber den  Afrikanern. Lang nach dem Verschwinden des Kolonialismus zeigte das Africar, dass Außenstehende die Afrikaner als irgendwie anders einschätzten.
So zeigte sich, dass der Markt in Afrika dieses Fahrzeug überhaupt nicht annahm; es war gänzlich unwillkommen.
Darüber hinaus war es ein weiteres Entwicklungsprojekt, das einige westliche Medien kritisierten, bis es gänzlich scheiterte.

## Das Schicksal des Gründers
Tony Howarth wurde 1994 festgenommen und wegen Betruges mit Handelsgütern und Immobilien angeklagt. Er bekannte sich schuldig und wurde zu 15 Monaten Gefängnis verurteilt. Das Projekt lebte kürzlich als Bedouin wieder auf.